# 瓦滕贝格
瓦滕贝格是奥地利蒂罗尔州因斯布鲁克兰县的一个市镇。总面积67.71平方公里，总人口721人，人口密度10.6人/平方公里（2011年）。